# Tmesisternus seriemaculatus
Tmesisternus seriemaculatus là một loài bọ cánh cứng trong họ Cerambycidae.